# Sümerbank

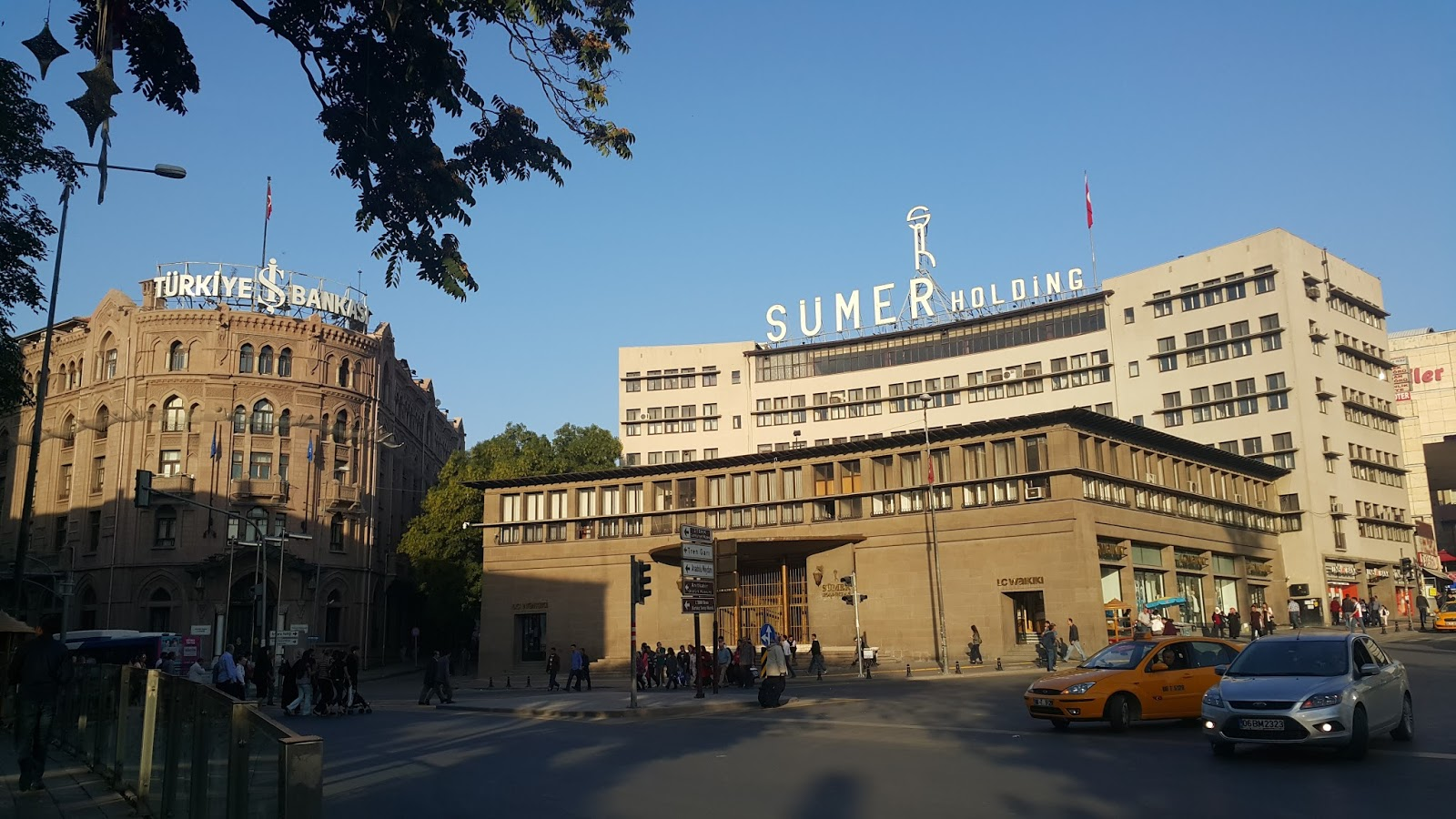
Sümerbank, Ulus, Ankara.

Sümerbank foi um banco da Turquia, que também funcionava como uma holding industrial. Em 11 de janeiro de 2002, o Banco Oyak adquiriu o Sümerbank e a fusão resultante é conhecida atualmente pelo nome de Banco Oyak.

## Fundação
O Sümerbank começou como uma fábrica têxtil. Em 1932, o presidente Kemal Atatürk e o primeiro-ministro İsmet İnönü asseguraram crédito da União Soviética para financiar a construção da fábrica de Kayseri, que foi inaugurada em setembro de 1935. Quando foi construída, a fábrica do Sümerbank produzia produtos têxteis de boa qualidade, e a preços relativamente baixos para a época.
Logo o Sümerbank se tornou uma das pedras fundamentais na revolução econômica empreendida por Atatürk, e seu crescimento passou a simbolizar o movimento de intensa industrialização vivido no país por quase meio século.